# Regione integrata di sviluppo della Grande Teresina
La regione integrata di sviluppo della Grande Teresina ((PT)  Região Integrada de Desenvolvimento da Grande Teresina) è una RIDE del Brasile.

## Comuni
Comprende 14 comuni:
| Comune          | Area (km²) | Popolazione |
| --------------- | ---------- | ----------- |
| Altos           | 957,617    | 38.328      |
| Beneditinos     | 792,562    | 9.560       |
| Coivaras        | 506,719    | 3.797       |
| Curralinhos     | 362,793    | 4.072       |
| Demerval Lobão  | 221,023    | 12.806      |
| José de Freitas | 1538,205   | 35.164      |
| Lagoa Alegre    | 394,658    | 7.862       |
| Lagoa do Piauí  | 427,195    | 3.684       |
| Miguel Leão     | 74,517     | 1.194       |
| Monsenhor Gil   | 582,058    | 10.321      |
| Nazária         |            | 10.262      |
| Teresina        | 1755,698   | 779.939     |
| União           | 1173,447   | 41.661      |
| Timon (MA)      | 1740,559   | 144.333     |
| TOTALE          | 10.527,051 | 1.092.721   |